# Tinus oaxaca
Tinus oaxaca là một loài nhện trong họ Pisauridae.
Loài này thuộc chi Tinus. Tinus oaxaca được miêu tả năm 2008 bởi Carico.